# Cryptocephalus laevicollis
Cryptocephalus laevicollis es una especie de insecto coleóptero de la familia Chrysomelidae.
Fue descrita científicamente en 1830 por Gebler.